# Crock
Crock e os legionários (1975 - 20 de maio de 2012) é uma tira em quadrinhos americana desenhada criada por Bill Rechin e Parker Brant representando a Legião Estrangeira Francesa. Distribuído pelo King Features Syndicate , a tira começou em 1975 e terminou em maio de 2012. Apareceu em 250 jornais em 14 países. O personagem título - Crock - é o comandante de um forte da Legião Estrangeira, autoritário e trapalhão.
Don Wilder assumiu as tarefas de escrita em 1976 quando Parker voltou seu foco para O Mágico de Id . Após a morte de Bill Rechin maio 2011, a tira foi desenhada por Kevin Rechin e escrito por Bob Morgan, que é irmão de Rechin. A publicação das tiras novas de Crock terminou com a 20 de maio de 2012 , embora reimpressões de tiras mais velhos por Bill Rechin continuará a ser re-editada pelo menos até 2015.

## História
Um grupo de legionários infeliz por residir em um forte no meio do deserto estéril sob Comandante Vermin P. Crock, um líder tirânico que é conhecido por "pendurar as pessoas pelos seus polegares pelos mais bobos erros." Crock narra as aventuras do Comandante Crock e a variedade de personagens hilariantes estacionados neste posto avançado na África Árabe Saariana, sombria desolada, incluindo o covarde capitão Poulet, o seguidor acampamento Grossie e a patrulha sempre a desviar do seu destino.
A tira trata de todos os aspectos possíveis da vida de agruras dos soldados da Legião Estrangeira: longas e cansativas marchas pelo deserto, com o risco de se perder, falta de mantimentos, os soldados questionando os superiores, guerras, falta de mulheres... tudo tratado com o humor.

## Personagens
- Vermin P. Crock, Seu nome já diz tudo. O comandante, com o punho de ferro e coração de pedra.
- Capitão Preppie, semprepreocupado com sua beleza e seu físico atlético.
- Figowitz, a alma perdida que espera por uma palavra amável.
- Capitão Poulet, Segundo em comando.
- Grossinha, ela adora Maggot (a quem ela se casou recentemente) e bolo de queijo.
- Extinguir, mais esperto do que o camelo média, ele não dá uma carona.
- Larva, ama cavar buracos de trincheiras.

## Parque Temático
Crock é um dos destaques no parque temático da Universal Studios Florida, onde o forte de Crock, na Ilha da Aventura, é parte da atração "Toon Lagoon".